# K2-138
K2-138, även känd som EPIC 245950175, är en ensam stjärna belägen i den mellersta delen av stjärnbilden Vattumannen. Den har en skenbar magnitud av ca 12,21 och kräver ett kraftfullt teleskop för att kunna observeras. Baserat på parallax enligt Gaia Data Release 3 på ca 4,94 mas beräknas den befinna sig på ett avstånd av ca 660 ljusår (ca 202 parsec) från solen. Den rör sig bort från solen med en heliocentrisk radialhastighet av ca 1 km/s.

## Egenskaper
K2-138 är en orange till gul stjärna i huvudserien av spektralklass K1 V Den har en massa av ca 0,93 solmassa, en radie av ca 0,86 solradie och utsänder energi från dess fotosfär motsvarande ca 0,554 gånger solen vid en effektiv temperatur av ca 5 400 K.

## Planetsystem
K2-138 är känd för sitt stora antal exoplaneter, alla hittade genom insatser från amatörastronomer. De betecknas K2-138 b, c, d, e, f och g i ordning från deras värdstjärna. De första fem validerades av Christiansen et al., medan K2-138 g noterades som en trolig kandidat. Men eftersom det bara fanns två transiter av den kunde K2-138 g inte valideras. Det fanns en möjlighet att de två transiterna för denna planet var från två individuella långtidsplaneter. K2-138 g bekräftades av uppföljningsstudier 2019 och 2021.
Alla sex exoplaneterna är inom kategorierna superjord och mini-Neptunus, med radier mellan cirka 1,6 till 3,3 jordradier. De yttre fem, inklusive K2-138 g, är sannolikt små gasformiga planeter utan fast yta. Den mindre K2-138 b kan dock vara stenplanet. Planeternas massor var från början okända, eftersom data för K2-138 inte hade ett tillräckligt högt signal-brusförhållande för analys av transittidsvariation (TTV). Spitzer Space Telescope skulle dock kunna detektera TTV:er exakt och leda till att planeternas massor beräknas. Planeterna b till f förutsägs orsaka TTV i storleksordningen 2,5 till 7,1 minuter, för förutspådda massor mellan 4 och 7 jordmassor.
De fem validerade planeterna kring K2-138 cirkulerar mycket nära moderstjärnan och bildar en obruten kedja av nästan 3:2-resonanser. Deras omloppsperiod sträcker sig från 2,35 till 12,76 dygn med den sjätte planeten som kretsar mycket längre ut med en period på cirka 41 dygn. K2-138 b, c, d, e och f är låsta i flera kedjor av trekropparsresonanser, ett tillstånd som bara delas av en handfull system, som Trappist-1 och Kepler-80. Liksom den förra kunde K2-138 visa slutresultatet av långsam, inåtgående diskmigrering.
Spitzerobservationer av K2-138 g tillkännagavs på AAS Meeting nr 233. iPoster visar en uppdaterad radie på K2-138 g på 3,7 jordradier, vilket gör den till den största planeten i systemet. Detta resultat var preliminärt tills det bekräftades i februari 2021.
| Planet | Massa           | Halv storaxel (AE)       | Siderisk omloppstid (d)   | Excentricitet | Inklination    | Radie                 |
| ------ | --------------- | ------------------------ | ------------------------- | ------------- | -------------- | --------------------- |
| b      | 3,1 ± 1,1 M🜨    | 0,03385 +0,00023−0,00029 | 2,35309 ± 0,00022         | <0,1887       | 87,2 +1,2−1,0° | 1,510 +0,110−0,084 R🜨 |
| c      | 6,3 +1,1−1,2 M🜨 | 0,04461 +0,00030−0,00038 | 3,56004 +0,00012−0,00011  | <0,1917       | 88,1 ± 0,7°    | 2,299 +0,120−0,087 R🜨 |
| d      | 7,9 ± 1,3 M🜨    | 0,05893 +0,00040−0,00050 | 5,40479 ± 0,00021         | <0,1441       | 89,0 ± 0,6°    | 2,390 +0,104−0,084 R🜨 |
| e      | 13,0 ± 2,0 M🜨   | 0,07820 +0,00053−0,00066 | 8,26146 +0,00021−0,00022  | <0,1829       | 88,6 ± 0,3°    | 3,390 +0,156−0,110 R🜨 |
| f      | <8,69 M🜨        | 0,10447 +0,00070−0,0088  | 12,75758 +0,00050−0,00048 | <0,2098       | 88,8 ± 0,2°    | 2,904 +0,164−0,111 R🜨 |
| g      | <25,47 M🜨       | 0,23109 +0,00154−0,00196 | 41,96797 +0,00843−0,00725 | <0,2256       | 89,4+0,4−0,3°  | 3,013 +0,303−0,251 R🜨 |

## Observation

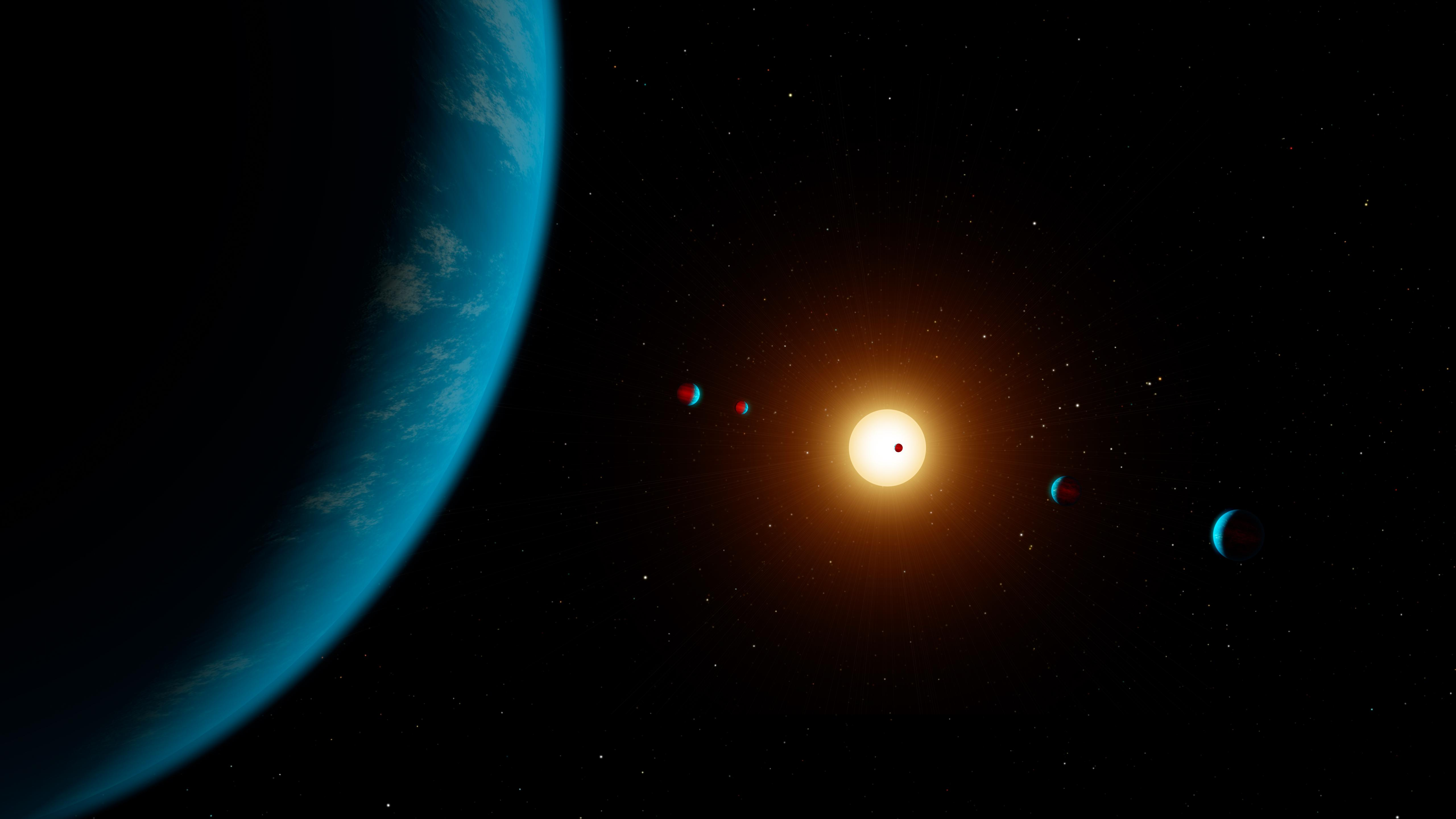
Konstnärens bild av planetsystemet vid K2-138.

Ett team av astronomer samlade in 215 spektra för K2-138 under 79 nätter med instrumentet HARPS monterat på ESO 3,6 m-teleskopet. Med en Bayesiansk analys av K2-fotometri och HARPS radiella hastigheter (RVs) kunde teamet begränsa massan av planet b till e. Planeternas bulkdensiteter sträcker sig från jordliknande densitet för planet b till Neptunusliknande densitet för planet e. Massorna och densiteterna begränsar planeternas sammansättning. De har troligen stenkärnor och ett betydande atmosfäriskt lager, som består av flyktiga ämnen. För planeterna f och g kunde detta team begränsa massans övre gräns till 8,7 och 25,5 jordmassor.
En artikel av Acuña et al. studerat vatteninnehållet i K2-138-systemet, med antagandet att ett flyktigt skikt består av vatten i ångfas och superkritiska faser. De finner att planeten b har en övre vattenmassafraktion på 0,7 procent och är en flyktig-fattig planet. Planet b kan ha bildats med en tjock vattenatmosfär som blåsts bort av extrem UV-strålning från värdstjärnan. En process som kallas fotoevaporation. 
Planeten f är möjligen den mest vattenrika planeten i systemet, med en övre vattenmassafraktion på 66 procent. Radien på planeten g är större än en planet med en vattenrik sammansättning och forskarna drar slutsatsen att planet g har en atmosfär rik på väte och helium och i det här fallet skulle den övre fraktionen av flyktiga massa bara vara 5 procent. Alla planeter i systemet har sannolikt en mindre massiv kärna jämfört med jorden.
K2-138 valdes ut som ett mål av ESA i det första programmet Announcement of Opportunity (AO-1) för CHEOPS-uppdraget, som startades i december 2019. Under 87,6 omlopp skulle rymdteleskopet registrera transiterna för att mäta planeternas TTV. K2-138 kan bli ett riktmärkessystem för att jämföra RV- och TTV-massor. Systemet är också en bra kandidat för att söka efter samorbitala objekt, som förutspås existera och vara stabila i resonanta kedjesystem som K2-138.